# باولينيو (لاعب كرة قدم مواليد 1997)
باولو لوكاس سانتوس دي باولا (بالبرتغالية: Paulo Lucas Santos de Paula‏) (8 يناير 1997 في البرازيل - ) هو لاعب كرة قدم برازيلي في مركز الوسط.

## وصلات خارجية
- باولو لوكاس سانتوس دي باولا على موقع قاعدة بيانات كرة القدم.إي يو (الإنجليزية)
- باولو لوكاس سانتوس دي باولا على موقع Soccerway.com (الإنجليزية)
- باولو لوكاس سانتوس دي باولا على موقع عالم كرة القدم.نت (الإنجليزية)